# Zajazd Pod św. Benedyktem
Zajazd Pod św. Benedyktem (także: Dworek pod św. Benedyktem) – zabytkowy, barokowo-rokokowy zajazd zbudowany w latach 1780–1798. Budynek usytuowany jest w Podgórzu, na terenie obecnej krakowskiej dzielnicy XIII Podgórze, przy skrzyżowaniu ulic Limanowskiego i Powstańców Wielkopolskich.

## Historia

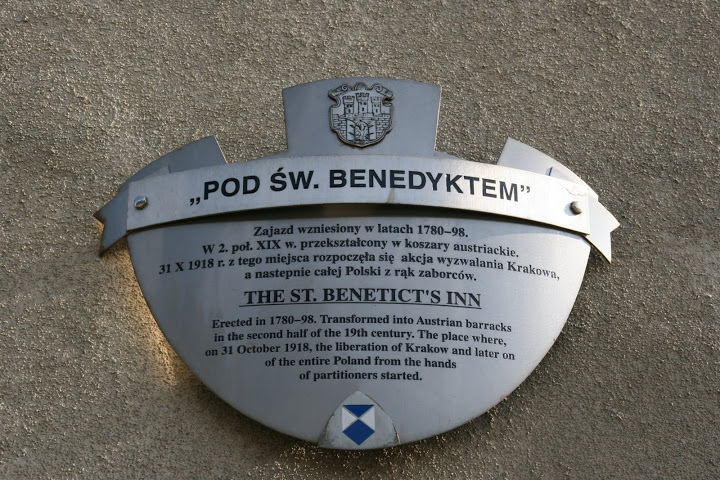
Tabliczka informacyjna zabytku

Zajazd Pod św. Benedyktem został wzniesiony w latach 1780–1798. Wydany pod koniec XIX w. plan miasta Josefstadt (Podgórza) ukazywał kompleks trzech budowli (budynek główny wraz z dwiema małymi oficynami) należących do kupca Józefa Hallera. Na planie katastralnym Podgórza z 1838 odwzorowany został fakt powiększenia oficyn, oraz urządzenia sadu i ogrodu na części nieruchomości. W połowie XIX w. w budynku mieścił się szpital wojskowy. Pierwotny, bogato zdobiony wystrój nie zachował się, bowiem od połowy XIX wieku w budynku zlokalizowano austriackie koszary, lub magazyny artyleryjskie. Stacjonował tu batalion asystencyjny nr 1, w skład którego wchodziła kompania piechoty i pluton ckm z 56 Pułku Piechoty z Wadowic. Od roku 1916 istniały tutaj warsztaty artyleryjskie.
Zajazd był miejscem początku akcji wyzwalania Krakowa. 31 października 1918 roku grupa Polaków pod dowództwem ppor. Franciszka Pustelnika rozbroiła stacjonujących w koszarach austriackich żołnierzy. Był to jeden z pierwszych krakowskich obiektów opanowanych przez Polaków podczas wydarzeń 1918 roku, które prowadziły do oswobodzenia Krakowa i w konsekwencji narodzin niepodległości Polski. Grupa połączyła się później ze spiskowcami por. Antoniego Stawarza i ruszyła na lewy brzeg Wisły i dalej do Rynku Głównego, gdzie nastąpiło zajęcie odwachu i objęcie w nim polskiej warty.
W okresie międzywojennym w dawnym zajeździe mieściła się Wojskowa Wytwórnia Wozów Taborowych, a w 1940 utworzono warsztaty naprawcze oraz punkt sprzedaży niemieckich samochodów koncernu Auto Union AG. 
Podczas II wojny światowej w budynku utworzono filię więzienia św. Michała. Budynek pełnił tę funkcję aż do roku 1949. Później budynek był wykorzystywany na cele mieszkalne dla funkcjonariuszy służby więziennej. W 1951 władze podjęły decyzję o wyburzeniu obiektu i przeznaczeniu terenu na budowę bloku mieszkalnego. Z niewiadomych przyczyn decyzja została cofnięta. W latach 50. i 60. XX w. nieruchomość przechodziła pod zarząd różnych instytucji. Była użytkowana przez Krakowskie Przedsiębiorstwo Obrotu Surowcami Skórzanymi i Włókienniczymi, spółdzielnię inwalidów, a częściowo była wykorzystywana w celach mieszkaniowych. Pod koniec lat 70., w związku z planowaną budową ul. Telewizyjnej wyburzono południową oficynę.
Następowała degradacja budynku. Po 1989 roku działał tu sklep meblowy i restauracja. Przez lata powstało wiele koncepcji jego wykorzystania. W 2009 przez kilka letnich miesięcy budynek zajmowali squatersi. Planowano, że zajazd będzie siedzibą muzeum Jerzego Dudy-Gracza, lub Muzeum Podgórza, ostatecznie w roku 2008 Rada Miasta Krakowa przyjęła uchwałę w sprawie utworzenia w budynku zajazdu Pod św. Benedyktem Muzeum Podgórza. Koncepcja ta doczekała się realizacji i na przełomie 2016 i 2017 roku budynek został kompleksowo wyremontowany i przekazany muzeum. W 2010 obiekt został wpisany do rejestru zabytków.